# Уна О'Нийл
Уна О'Нийл (на английски: Oona O'Neill) е дъщерята на американския драматург Юджийн О'Нийл, който е лауреат на Нобелова награда за литература и награда Пулицър и писателката Агнес Болтън. Тя е последната съпруга на именития режисьор и актьор Чарли Чаплин.

## Биография
Уна О'Нийл е родена на Бермудските острови. Баща ѝ напуска семейството, когато е двегодишна, след което Уна рядко го вижда. Детството си прекарва в Манхатън и семейното имение Болтън в Пойнт Плезънт, Ню Джърси.
На 17-годишна възраст започва актьорската си кариера. В този период от живота си за кратко време се среща с карикатуриста Питър Арно, режисьора Орсън Уелс и писателя Дж. Д. Селинджър. Скоро се запознава с Чарлз Чаплин, за когото се омъжва на 16 юни 1943 година, въпреки голямата разлика във възрастта (36 години). Бракът ѝ с Чаплин продължава 35 години, до самата смърт на режисьора. По спомени на самия Чаплин, Уна била образец за предана жена и му оказвала поддръжка в най-трудни ситуации, проявявайки решителност и упорство. Кариерата си на актриса Уна изоставя, посвещавайки се изцяло на семейния живот.
През 1952 година, в периода на маккартизма, Чаплин е подложен на натиск от страна на жълтата преса и преследване от страна на властите в САЩ за „антиамериканска дейност и симпатии към комунистите“. По време на престоя си във Великобритания за премиерата на филма „Светлините на рампата“, Чаплин узнава, че му е забранено да се върне в Америка. Уна Чаплин пътува сама до САЩ, събира и изнася в Швейцария, където се установява семейството, всички достъпни средства и имуществото на Чаплин. Скоро след завръщането си в Европа, Уна Чаплин се отказва от американското си гражданство. Останалите години от живота си семейството прекарва в швейцарския град Вьове.
През март 1975 година Чаплин е посветен в рицарско звание, и съпругата му става лейди Уна Чаплин. След смъртта на съпруга си през 1977 г. Уна Чаплин опитва отново да се устрои в Ню Йорк, но скоро се завръща обратно в Швейцария. През 1991 г. лейди Уна Чаплин умира от рак на панкреаса.

## Деца
Уна и Чарлз Чаплин имат осем деца:
- Джералдин (31 юли 1944), актриса и съпруга испанския кинорежисьор Карлос Саура;
- Майкъл (7 март 1946);
- Джозефин (28 март 1949);
- Виктория (19 май 1951);
- Юджин Антъни (23 август 1953);
- Джейн (23 май 1957);
- Анет (3 декември 1959);
- Кристофър (6 юли 1962).